# P.J. d'Artillac Brill sr.

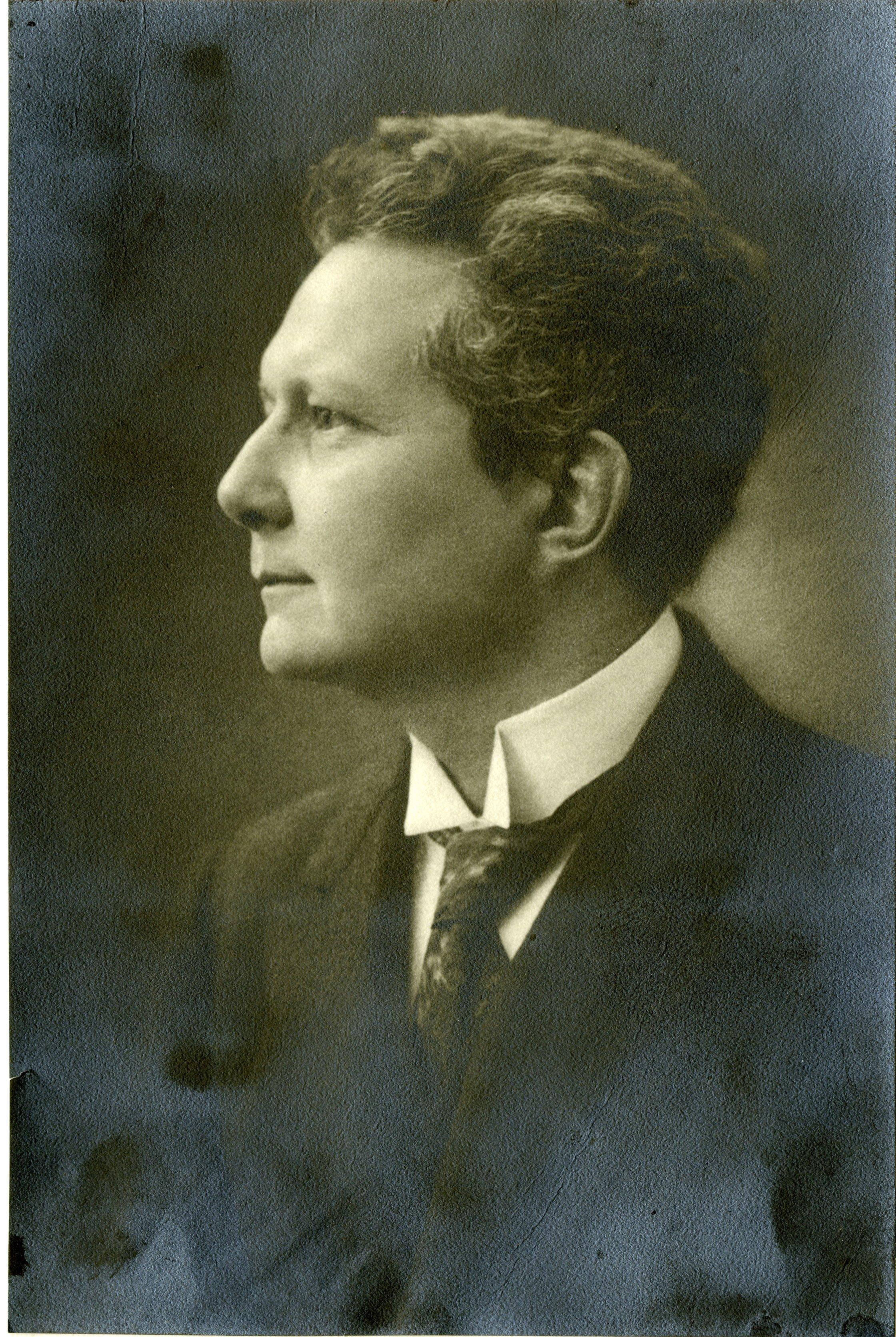
Portret rond 1930

Paul Johan d'Artillac Brill sr. (1876-1965) was een Nederlands publicist en falerist. Hij werd bekend door zijn gezaghebbende "Beknopte geschiedenis der Nederlandse ridderorden" dat in 1951 bij M. Nijhoff verscheen.
In 1927 werd hij directeur van de Vereniging tot Bevordering van het Vreemdelingenverkeer 's-Gravenhage en omstreken. Van 1933 tot 1938 was hij secretaris en secretaris penningmeester van deze vereniging.
In 1934 hield hij zich bezig met de nieuwe spelling, de spelling-Marchant die in dat jaar werd ingevoerd. P.J. d'Artillac Brill suggereerde de uitgave van een circulaire voor de abonnees op de Haagsche Post.
Na de Tweede Wereldoorlog werd de op het gebied van orden en onderscheidingen deskundige P.J. d'Artillac Brill sr. secretaris van de commissie die de zuivering van de Militaire Willems-Orde en het register van de Eervolle Vermeldingen moest voorbereiden.
Een drietal "verhalen uit het leven in Indië" werd uitgegeven onder de titel "TJO; een brokje Indo-Leven".

## Publicaties
- "TJO ; een brokje Indo-Leven", Hollandia Drukkerij, 1930
- "Beknopte geschiedenis der Nederlandse ridderorden", M. Nijhoff 1951
- "Holland wie es ist", "La vraie Hollande", "The real Holland", een serie reisgidsen.